# Anansi Boys (série télévisée)
Anansi Boys est une série télévisée britannique adaptée du roman du même titre de 2005 de l'auteur américain Neil Gaiman, et prévue pour 2024 sur Prime Video.

## Distribution
- Malachi Kirby : Charlie Nancy / Spider
- Delroy Lindo : Mr Nancy
- Amarah-Jae St. Aubyn (en) : Rosie Noah
- Grace Saif (en) : Daisy Day
- CCH Pounder : Mme Higgler
- Fiona Shaw : Maeve Livingstone
- Jason Watkins : Grahame Coats
- L. Scott Caldwell : Mme Dunwiddy
- Joy Richardson : Mme Bustamonte
- Lachele Carl (en) : Miss Noles
- Whoopi Goldberg : Bird Woman
- Hakeem Kae-Kazim : Tiger
- Emmanuel Ighodaro : Lion
- Cecilia Noble (en) : Elephant
- Ayanna Witter-Johnson (en) : Snake
- Don Gilet : Monkey
- Yvonne Mai (en) : Kayla